# Heimatmuseum Aschen

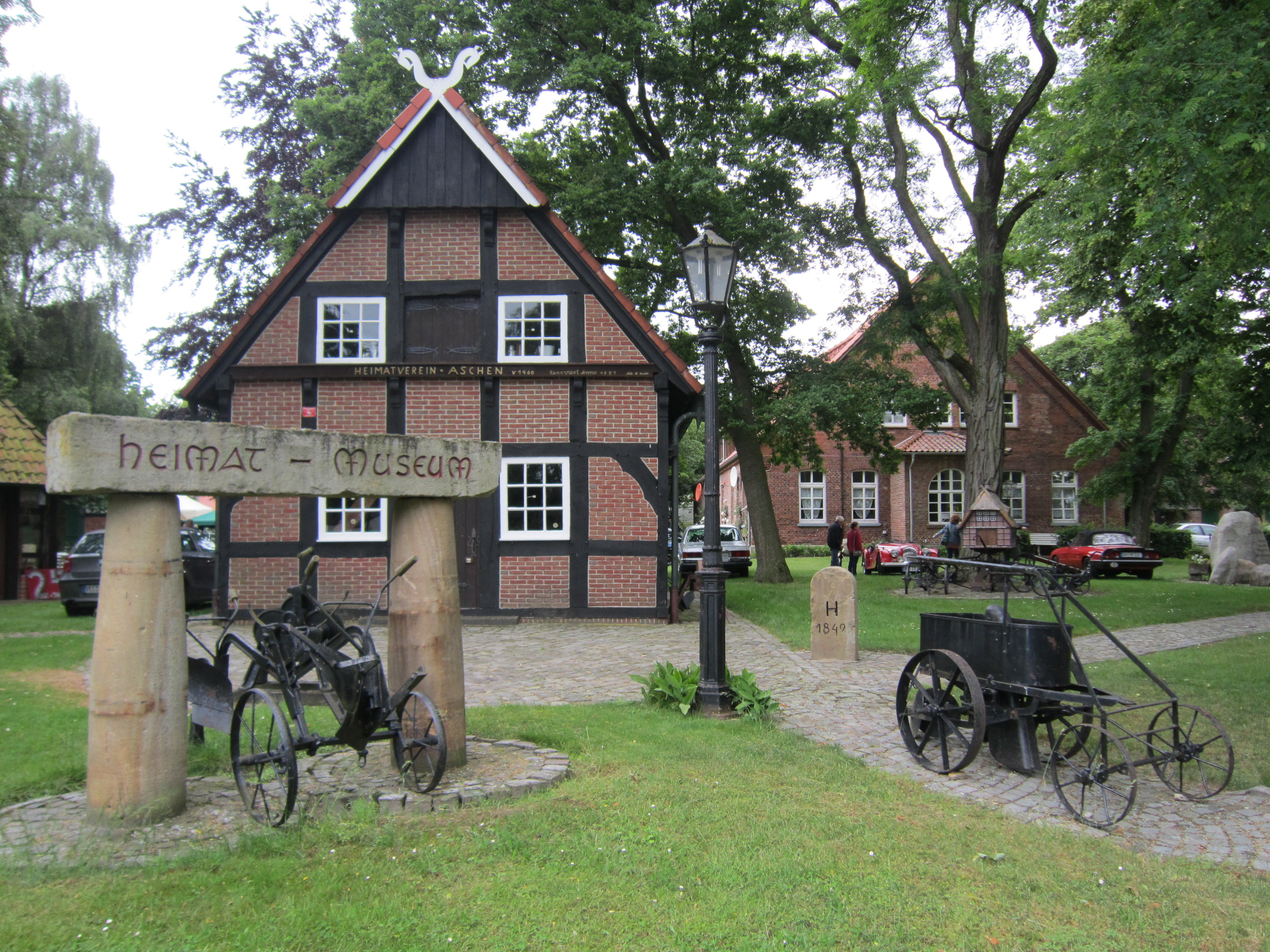
Das Heimatmuseum Aschen, 2014

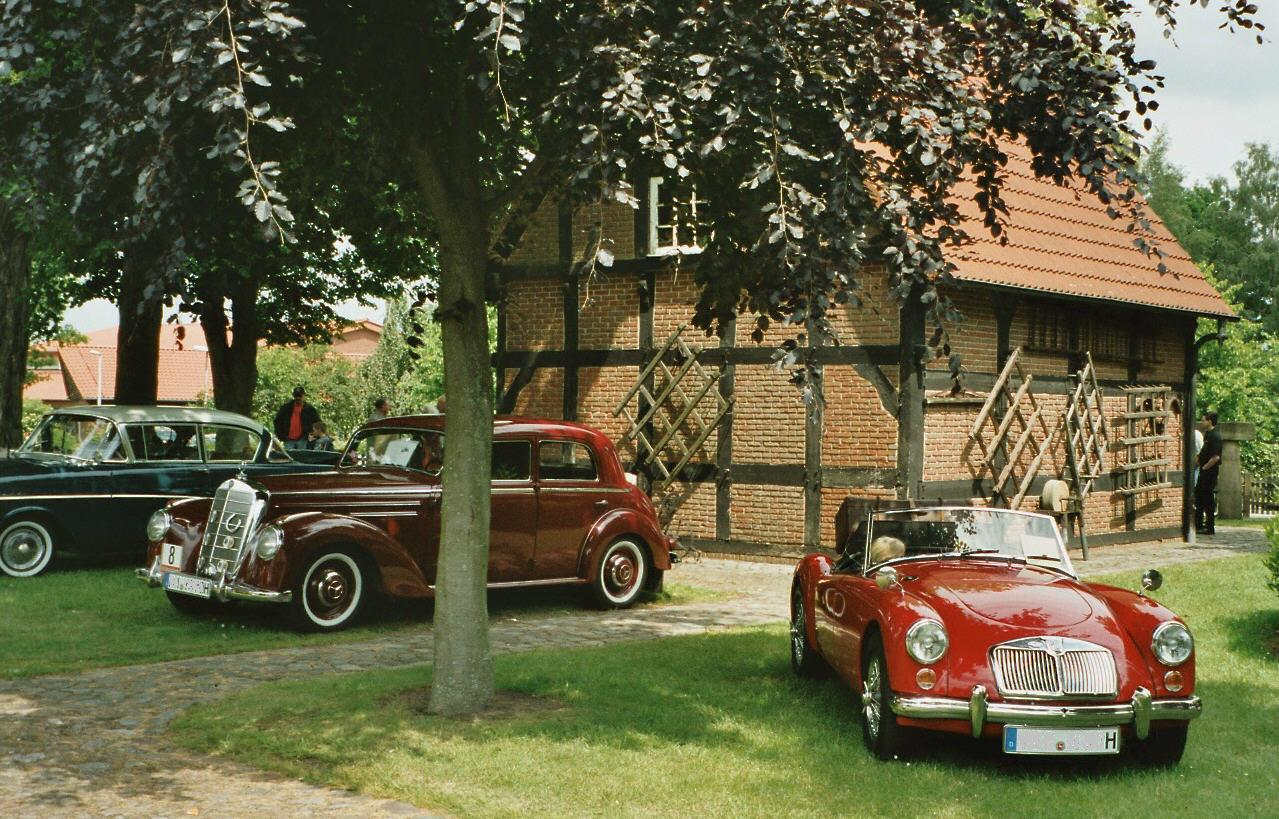
Oldtimer-Ausstellung im Heimatmuseum Aschen

Das Heimatmuseum Aschen ist ein Regional- und Freilichtmuseum im Ortsteil Aschen der Stadt Diepholz im niedersächsischen Landkreis Diepholz. Es dokumentiert das historische ländliche Alltagsleben. Gepflegt und betreut wird das Heimatmuseum vom Heimatverein Aschen.
Auf dem Museumsgelände mit einer Fläche von 8.000 m² werden zahlreiche historische und neu aufgebaute historische Gebäude gezeigt: ein Speicher aus dem Jahr 1741, ein Steinbackofen, ein Bienenhaus, ein Ziehbrunnen, ein Göpelhaus, eine  Dorfschmiede aus dem 18. Jahrhundert, eine Zimmereiwerkstatt aus dem Jahr 1893, eine Remise für Maschinen, ein Schafstall aus dem Jahre 1791, eine Wagenremise, ein Heuerlingshaus und eine Scheune aus dem 18. Jahrhundert, eine Dorfschule. In und außerhalb der Gebäude werden landwirtschaftliche Groß- und bäuerliche Arbeitsgeräte, Möbel, Werkzeuge, Haushaltsgegenstände und Werkstätten präsentiert. Ausstellungsräume befinden sich auch im Nebengebäude der alten Dorfschule.
Seit 1997 wird das Gelände des Heimatmuseums einmal im Jahr für ein Oldtimertreffen genutzt.
Im Jahr 2020 wird auf dem Gelände des Heimatmuseums ein Fachwerkgebäude mit einer Grundfläche von 13-mal 16 m errichtet. Auf zwei Etagen sollen Ausstellungsstücke aus Leben und Landwirtschaft in früheren Zeiten museumsgerecht und informativ präsentiert werden. 73 Prozent der Kosten wurden durch das Dorfentwicklungsprogramm für die Diepholzer Ortsteile Aschen, Heede und Sankt Hülfe wurden finanziert. Auch die Anna-und-Heinz-von-Döllen-Stiftung unterstützt den Hallenneubau. Die Stiftung ist durch die touristische Inwertsetzung der historisch bedeutsamen Stätten Arkeburg und Bredemeyers Hof in Goldenstedt im benachbarten Landkreis Vechta bekannt geworden. 